# Anti-Masonic Party
Anti-Masonic Party (dansk: Anti-Frimurerisk Partiet) var et af de første tredje partier (alternativ til ét af de to "store" partier) i USA. Partiet var formelt et enkeltsagsparti, der var stærkt modstander af frimureriet i USA . Det var aktivt fra slutningen af 1820'erne – især i den nordøstlige del af USA – og forsøgte senere at blive et stort parti ved at udvide sin platform til ligeledes at omfatte andre spørgsmål. Partiet kollapsede hurtigt efter 1832, da de fleste af partiets medlemmer sluttede sig til det nye Whigparti. Partiet forsvandt efter 1838.
Partiet blev grundlagt efter en tidligere frimurer, William Morgan, forsvandt. Morgan var blevet en fremtrædende kritiker af frimurerorganisationen, og mange troede derfor, at frimurere havde myrdet Morgan. Da mange frimurere var fremtrædende forretningsmænd og politikere, var tilbageslaget mod frimurerne også en form for anti-elitisme. Anti-Masons påstod, at frimurere udgjorde en trussel mod den amerikanske republikanisme ved i hemmelighed at forsøge at kontrollere regeringen. Desuden var der en stærk frygt for, at frimurerene var fjendtligsindet over for kristendommen.
Massemodstand mod frimureri forenede sig til sidst i et politisk parti. Før og under John Quincy Adams præsidentperiode var der en periode med politisk omstilling. Anti-Masons dukkede op som et vigtigt tredje parti til Andrew Jacksons demokrater og Adams' nationalrepublikanere. I New York fortrængte Anti-Masons nationalrepublikanerne som den primære opposition til demokraterne.
Efter at have oplevet uventet succes ved valgene i 1828, vedtog Anti-Masonic Party et partigrogram, der adresserede andre spørgsmål – især i forhold til støtte til interne forbedringer (udbygning af landets infrastruktur m.m.) og en beskyttende told. Adskillige Anti-Masons, herunder William A. Palmer og Joseph Ritner, vandt højtstående valg (guvernørvalg m.m.). I delstater som Pennsylvania og Rhode Island kontrollerede partiet magtbalancen i statens lovgivende forsamling og ydede afgørende støtte til kandidater til det Senatet. I 1831 afholdt partiet den første præsidentkandidatkonvent, en praksis, der efterfølgende blev vedtaget af alle større partier. De delegerede valgte den tidligere amerikanske justitsminister William Wirt som deres præsidentkandidat ved valget i 1832. Wirt modtog 7,8% af vælgerstemmerne og vandt delstaten Vermont.
Op gennem 1830'erne sluttede mange af tilhængerne af Anti-Masonic Party sig til Whigpartiet, idet man forsøgte at forene modstanden mod præsident Jacksons politik. Anti-Masons tog en intens mistillid til politikere, en afvisning af ukritisk partiloyalitet og nye kampagneteknikker – der vagte begejstring blandt vælgerne – med sig ind i det nye Whigparti. Anti-Masonic Party holdt et nationalt konvent i 1835, hvor de nominerede Whig-kandidaten William Henry Harrison, men meddelte samtidig, at partiet ikke officielt ville støtte en kandidat. Harrison førte kampagne som whig ved præsidentvalget i 1836, og hans relative succes ved valget tilskyndede flere Anti-Masonic til slutte sig til Whigpartiet. I 1840 var partiet ophørt med at eksistere som en national organisation. I de efterfølgende årtier blev tidligere kandidater og tilhængere Anti-Masonic Party – såsom Millard Fillmore, William H. Seward, Thurlow Weed og Thaddeus Stevens – fremtrædende medlemmer af Whigpartiet.

## Biblografi
- Bemis, Samuel Flagg. John Quincy Adams and the union (1956) bind 2, s. 273-304.
- Brodie, Fawn (1966). Thaddeus Stevens: Scourge of the South (Norton Library udgave). New York: W.W. Norton & Co., Inc. ISBN 0-393-00331-0.
- Cooper, William J. (2017). The Lost Founding Father: John Quincy Adams and the Transformation of American Politics. Liveright Publishing. ISBN 9781631493898.
- Formisano, Ronald P. (2008). For the People: American Populist Movements from the Revolution to the 1850s. Chapel Hill, NC: University of North Carolina Press. ISBN 978-0-8078-3172-4.
- "Antimasonry and Masonry: The Genesis of Protest, 1826-1827". American Quarterly.
- Goodman, Paul. Towards a Christian republic: Antimasonry and the great transition in New England 1826-1836 (Oxford University Press, 1988).
- Holt, Michael F. "The Antimasonic and Know Nothing Parties," in History of U.S. Political Parties, ed. Arthur M. Schlesinger Jr. (4 vols., New York, 1973), vol I, 575–620.
- Jamele, John F. (1991), The Antimasonic Party in Massachusetts, 1826–1835, College Park, MD: University of Maryland Library.
- McCarthy, Charles (1903), The Antimasonic Party: A Study of Political Antimasonry in the United States, 1827–1840, Washington: Government Printing Office, reprinted from Annual Report of the American Historical Association, vol. 1, 1902, s. 365-574.
- Nathans, Sydney (1973), Daniel Webster and Jacksonian Democracy, Baltimore, MD: Johns Hopkins University Press, ISBN 978-0-8018-1246-0.
- Ratcliffe, Donald J. "Antimasonry and Partisanship in Greater New England, 1826-1836." Journal of the Early Republic 15.2 (1995): 199-239.
- Rayback, Robert J. Millard Fillmore: Biografi om en præsident . Buffalo Historical Society. 1959. online
- Rupp, Robert O. "Parter og det offentlige gode: politisk antimureri i New York genovervejet." Journal of the Early Republic 8.3 (1988): 253-279. online
- Shade, William. "Anmeldelse: The Elder Goodmans 'Light on Antimasonry'?" Reviews in American History (1989) 17#1 s. 58–63 i jstor ;
- Trefousse, Hans L. Thaddeus Stevens: Nineteenth-Century Egalitarian . University of North Carolina Press. 1997.
- Vaughn, William Preston (1983) Antimasonic Party i USA, 1826-1843 . University Press of Kentucky.ISBN 0-8131-1474-8ISBN 0-8131-1474-8, standardhistorikken.
- Van Deusen, Glyndon G. Thurlow Weed, Wizard of the Lobby (1947) online .